# Anne Skare Nielsen
Anne Skare Nielsen (født 1971 i Vejle) er en dansk fremtidsforsker, forfatter, foredragsholder og partner i Universal Futurist. Fra 2003-2019 var hun partner i Future Navigator.
Anne Skare Nielsen er uddannet biolog og cand.scient.pol. Hun har siddet i Kaospiloternes pædagogiske råd, Unicef Danmarks præsidium, advisory board for Dansk Rugby Union, TEDx Øresund og Folk & Forsvar. Endvidere har hun været bestyrelsesmedlem i The Organic Company og Spinderihallerne. Hun har tidligere været medlem af Etisk Råd og Videnskabsministeriets IKT-forum.
I 2007 var Anne Skare Nielsen sammen med Preben Mejer og Martin Thorborg dommmer i TV 2-programmet "Danmarks bedste ide". I nogle år har hun medvirket i DR's radioprogram Filosoffen, forfatteren og fremtidskvinden. Hun har ligeledes indgået i vurderingspanelet for Kloge m2, der er et sponsorat under Realkredit Danmark. Hun har skrevet artikler om fremtiden og bidraget til en bøger og essays, hvor hun bl.a. beskriver fremtidsforskningens metoder og anvendelsesmuligheder, samt analyserer menneskers livsperspektiver og værdier.
Anne Skare Nielsen er bosat i Dragør med mand og fire sønner.